# Fresney-le-Vieux
Pour les articles homonymes, voir Fresney.
Fresney-le-Vieux est une commune française, située dans le département du Calvados en région Normandie, peuplée de 324 habitants.

## Géographie
Couvrant 248 hectares, le territoire de Fresney-le-Vieux est le moins étendu du canton de Bretteville-sur-Laize.
| Saint-Laurent-de-Condel | Saint-Laurent-de-Condel | Barbery  |
| Espins                  | Fresney-le-Vieux        | Barbery  |
| Espins                  | Cesny-Bois-Halbout      | Moulines |

### Hydrographie
La commune est située dans le bassin Seine-Normandie. Elle est drainée par le fossé 01 de la Fontaine Guéret,.

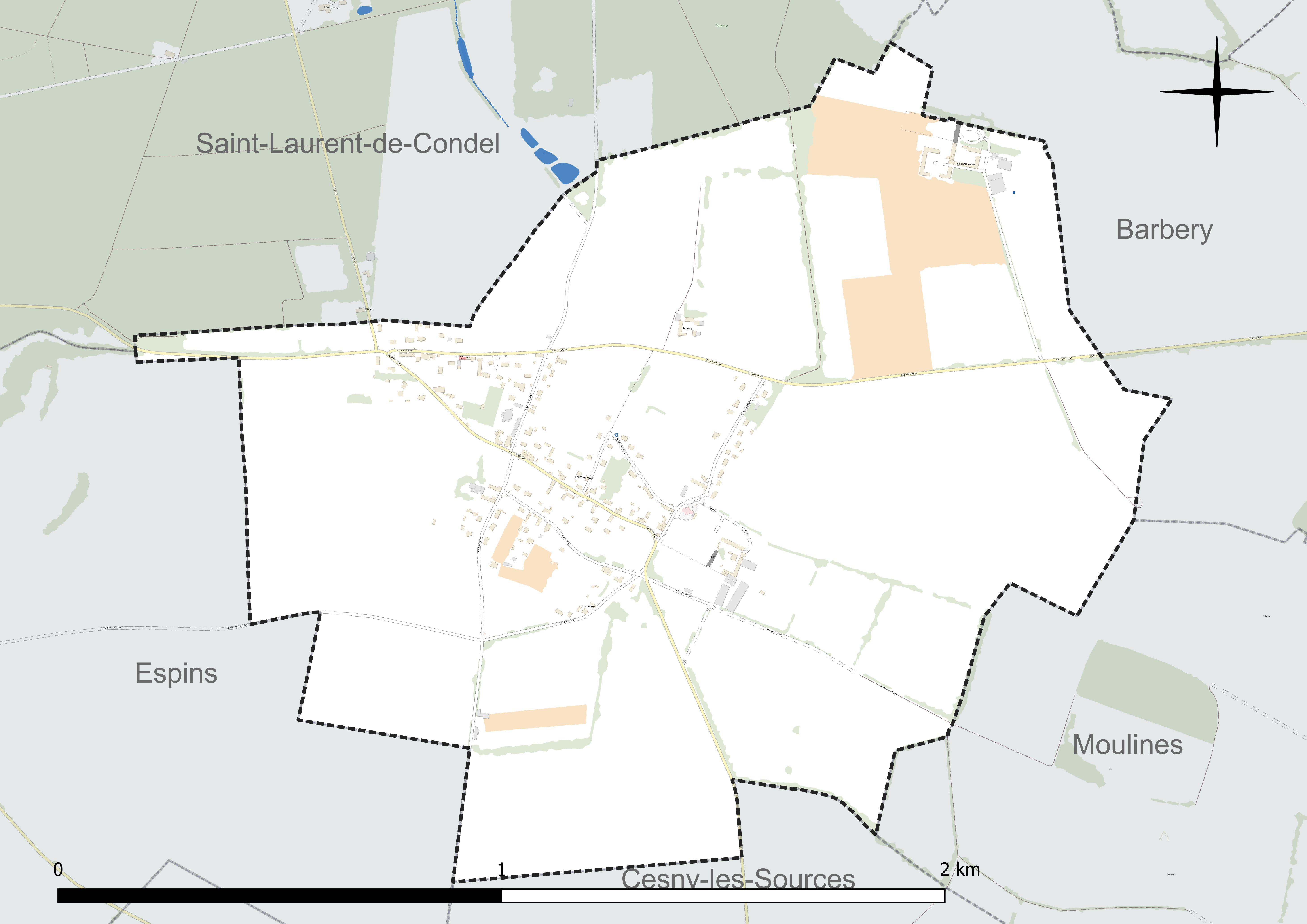
Réseau hydrographique de Fresney-le-Vieux.

### Climat
Pour des articles plus généraux, voir Climat de la Normandie et Climat du Calvados.
En 2010, le climat de la commune est de type climat océanique franc, selon une étude du Centre national de la recherche scientifique s'appuyant sur une série de données couvrant la période 1971-2000. En 2020, Météo-France publie une typologie des climats de la France métropolitaine dans laquelle la commune est exposée à un climat océanique et est dans la région climatique  Normandie (Cotentin, Orne), caractérisée par une pluviométrie relativement élevée (850 mm/a) et un été frais (15,5 °C) et venté. 
Pour la période 1971-2000, la température annuelle moyenne est de 10,3 °C, avec une amplitude thermique annuelle de 13 °C. Le cumul annuel moyen de précipitations est de 841 mm, avec 12,5 jours de précipitations en janvier et 7,7 jours en juillet. Pour la période 1991-2020, la température moyenne annuelle observée sur la station météorologique installée sur la commune est de 10,8 °C et le cumul annuel moyen de précipitations est de 826,3 mm. Pour l'avenir, les paramètres climatiques de la commune estimés pour 2050 selon différents scénarios d'émission de gaz à effet de serre sont consultables sur un site dédié publié par Météo-France en novembre 2022.
| Mois                                  | jan.             | fév.           | mars          | avril         | mai           | juin           | jui.          | août           | sep.          | oct.            | nov.          | déc.             | année      |
| ------------------------------------- | ---------------- | -------------- | ------------- | ------------- | ------------- | -------------- | ------------- | -------------- | ------------- | --------------- | ------------- | ---------------- | ---------- |
| Température minimale moyenne (°C)     | 2,1              | 1,9            | 3,4           | 4,6           | 7,7           | 10,4           | 12,2          | 12,3           | 9,9           | 7,9             | 4,8           | 2,6              | 6,7        |
| Température moyenne (°C)              | 4,8              | 5,1            | 7,3           | 9,4           | 12,5          | 15,4           | 17,5          | 17,6           | 14,9          | 11,7            | 7,9           | 5,3              | 10,8       |
| Température maximale moyenne (°C)     | 7,5              | 8,4            | 11,3          | 14,2          | 17,4          | 20,5           | 22,8          | 22,9           | 20            | 15,5            | 11            | 8,1              | 15         |
| Record de froid (°C) date du record   | −13,5 02.01.1997 | −13 07.02.1991 | −9 01.03.05   | −4,6 08.04.03 | −1 06.05.19   | 1,4 01.06.1989 | 5 31.07.15    | 4,5 29.08.1998 | 1 30.09.18    | −5,5 30.10.1997 | −7,1 30.11.10 | −10,2 29.12.1996 | −13,5 1997 |
| Record de chaleur (°C) date du record | 15,4 22.01.1995  | 21,1 27.02.19  | 22,3 30.03.17 | 26,9 21.04.18 | 29,8 27.05.05 | 34,8 21.06.17  | 38,5 25.07.19 | 37,9 10.08.03  | 32,4 04.09.05 | 28 02.10.11     | 21,7 01.11.15 | 16,2 16.12.1989  | 38,5 2019  |
| Précipitations (mm)                   | 75,3             | 56,9           | 56,1          | 58,2          | 67,6          | 59,1           | 53,4          | 66,1           | 64,6          | 87,9            | 85,1          | 96               | 826,3      |

| Diagramme climatique                                  |            |             |             |             |              |              |              |           |             |           |          |
| J                                                     | F          | M           | A           | M           | J            | J            | A            | S         | O           | N         | D        |
| 7,52,175,3                                            | 8,41,956,9 | 11,33,456,1 | 14,24,658,2 | 17,47,767,6 | 20,510,459,1 | 22,812,253,4 | 22,912,366,1 | 209,964,6 | 15,57,987,9 | 114,885,1 | 8,12,696 |
| Moyennes : • Temp. maxi et mini °C • Précipitation mm |            |             |             |             |              |              |              |           |             |           |          |

## Urbanisme

### Typologie
Au 1er janvier 2024, Fresney-le-Vieux est catégorisée commune rurale à habitat dispersé, selon la nouvelle grille communale de densité à 7 niveaux définie par l'Insee en 2022.
Elle est située hors unité urbaine. Par ailleurs la commune fait partie de l'aire d'attraction de Caen, dont elle est une commune de la couronne,. Cette aire, qui regroupe 296 communes, est catégorisée dans les aires de 200 000 à moins de 700 000 habitants,.

### Occupation des sols
L'occupation des sols de la commune, telle qu'elle ressort de la base de données européenne d'occupation biophysique des sols Corine Land Cover (CLC), est marquée par l'importance des territoires agricoles (89,3 % en 2018), une proportion identique à celle de 1990 (89,3 %). La répartition détaillée en 2018 est la suivante : 
terres arables (89,3 %), zones urbanisées (10,5 %), forêts (0,2 %). L'évolution de l'occupation des sols de la commune et de ses infrastructures peut être observée sur les différentes représentations cartographiques du territoire : la carte de Cassini (XVIIIe siècle), la carte d'état-major (1820-1866) et les cartes ou photos aériennes de l'IGN pour la période actuelle (1950 à aujourd'hui).

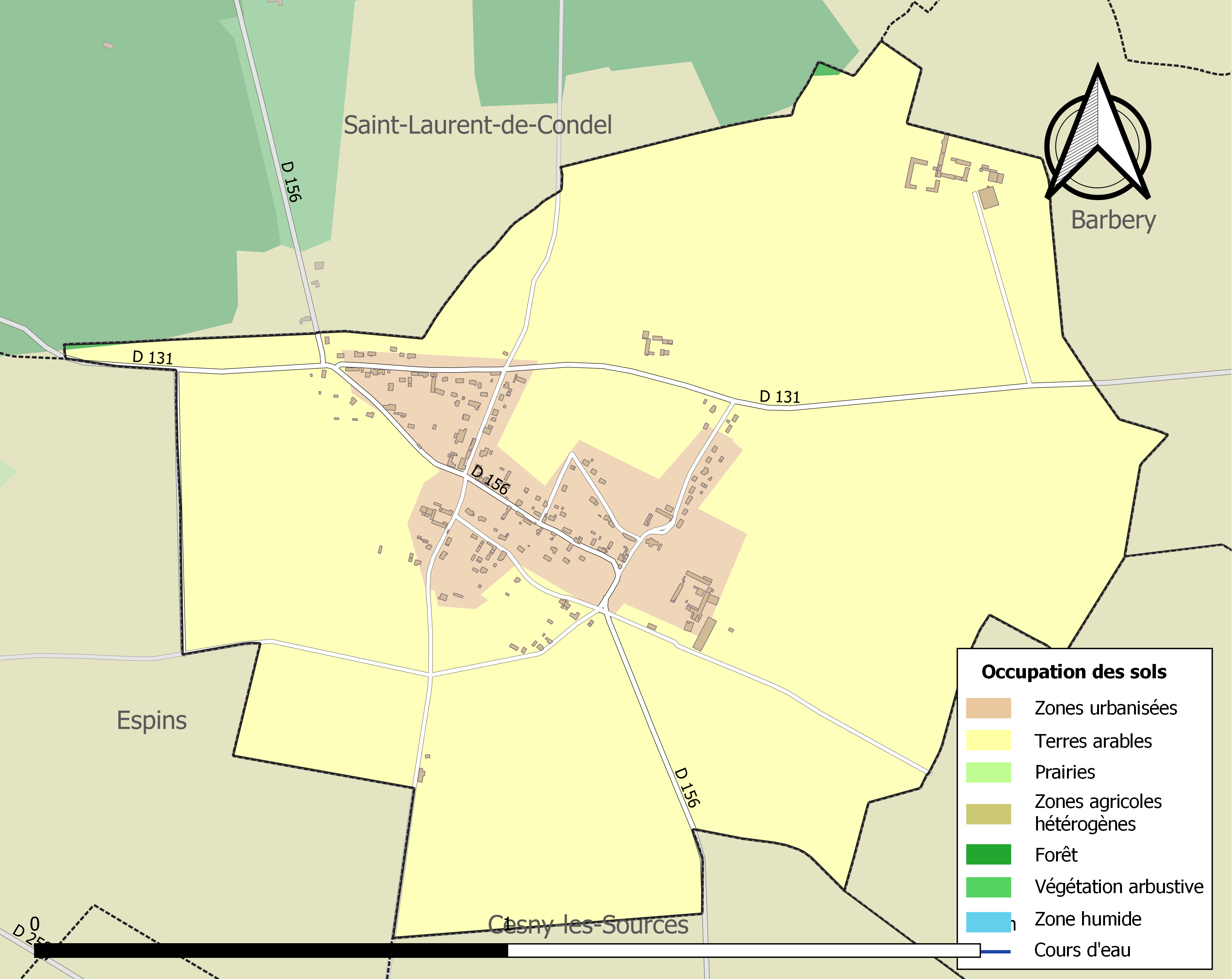
Carte des infrastructures et de l'occupation des sols de la commune en 2018 (CLC).

## Toponymie
Le nom de la localité est attesté sous les formes Frasnetum et Fresnetum en 1008 ; Fresneium Vetus en 1250 ; Fresneium en 1277 ; Fresnay le Viel en 1371 ; Fresnay le Vieul en 1400,.
Fresney : « lieu planté de frênes (frênaie) ».
« Fresney-le-Vieux » par opposition à Fresney-le-Puceux (« Fresney-le-puceau ») : Fresney-le-Jeune. (« Fresney-le-Puceux se disait pour Fresney-le-Jeune par opposition à Fresney-le-Vieux »).

## Politique et administration

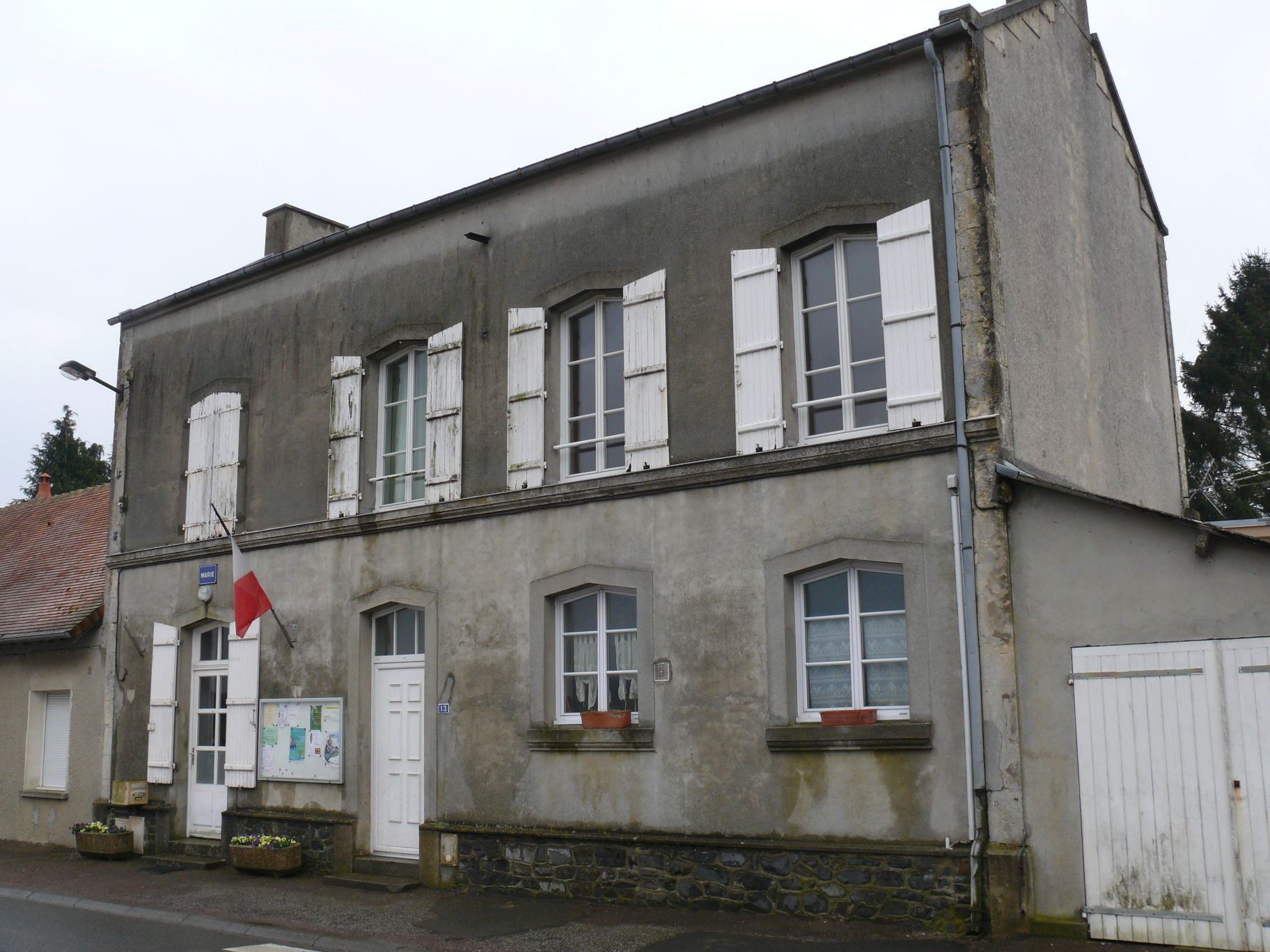
La mairie.

| Période                                  | Période    | Identité                | Étiquette | Qualité                   |
| ---------------------------------------- | ---------- | ----------------------- | --------- | ------------------------- |
| 1800                                     | v. 1825    | Joseph Groult           |           |                           |
| v. 1826                                  | 1862       | Félix Cautru            |           |                           |
| 1862                                     | 1870       | Victor Désiré Levillain |           |                           |
| 1871                                     | après 1892 | Julien Hamel            |           |                           |
|                                          |            | Philippe Durel          |           |                           |
| avant 1995                               | 1995       | Jean-Paul Hardel        |           |                           |
| juin 1995                                | mars 2008  | Roland Docaigne         | SE        | Agriculteur               |
| mars 2008                                | En cours   | Gilles de Col           | SE        | Technicien Renault Trucks |
| Les données manquantes sont à compléter. |            |                         |           |                           |

## Démographie
L'évolution du nombre d'habitants est connue à travers les recensements de la population effectués dans la commune depuis 1793. Pour les communes de moins de 10 000 habitants, une enquête de recensement portant sur toute la population est réalisée tous les cinq ans, les populations de référence des années intermédiaires étant quant à elles estimées par interpolation ou extrapolation. Pour la commune, le premier recensement exhaustif entrant dans le cadre du nouveau dispositif a été réalisé en 2005.
En 2022, la commune comptait 324 habitants, en évolution de +19,56 % par rapport à 2016 (Calvados : +1,58 %, France hors Mayotte : +2,11 %).
Fresney-le-Vieux a compté jusqu'à 313 habitants en 1806.
| 1793 | 1800 | 1806 | 1821 | 1831 | 1836 | 1841 | 1846 | 1851 |
| ---- | ---- | ---- | ---- | ---- | ---- | ---- | ---- | ---- |
| 259  | 242  | 313  | 281  | 303  | 303  | 302  | 284  | 303  |

| 1856 | 1861 | 1866 | 1872 | 1876 | 1881 | 1886 | 1891 | 1896 |
| ---- | ---- | ---- | ---- | ---- | ---- | ---- | ---- | ---- |
| 289  | 282  | 286  | 267  | 283  | 263  | 247  | 234  | 199  |

| 1901 | 1906 | 1911 | 1921 | 1926 | 1931 | 1936 | 1946 | 1954 |
| ---- | ---- | ---- | ---- | ---- | ---- | ---- | ---- | ---- |
| 182  | 171  | 186  | 171  | 131  | 135  | 133  | 135  | 147  |

| 1962 | 1968 | 1975 | 1982 | 1990 | 1999 | 2005 | 2006 | 2010 |
| ---- | ---- | ---- | ---- | ---- | ---- | ---- | ---- | ---- |
| 159  | 174  | 175  | 242  | 210  | 209  | 250  | 256  | 274  |

| 2015 | 2020 | 2022 | - | - | - | - | - | - |
| ---- | ---- | ---- | - | - | - | - | - | - |
| 273  | 297  | 324  | - | - | - | - | - | - |

## Lieux et monuments
- Église Saint-Jean-Baptiste du XIXe siècle.
- Prieuré du Buron daté du XIIIe siècle[29].
- Château du Mesnil-Saulce du XVIIIe siècle.
- Château (manoir) de Fresnay du XVIIIe siècle.